# Bertil Karlsson (ishockeyspelare)
Karl Bertil "Masen" Karlsson, född 1 januari 1938 i Gävle Heliga Trefaldighets församling, Gävle, död 9 mars 2011 i Gävle, var en svensk ishockeyspelare som blev världsmästare 1962 i Colorado Springs, USA.
Karlsson spelade från 1957 till 1968 för Strömsbro IF, som då var etablerade i hockeyns högsta serie. Han avslutade sin karriär med två säsonger hos lokalkonkurrenten Brynäs IF och blev svensk mästare 1970 med samma klubb.
Karlsson var svensk landslagsman i ishockey och spelade 66 A-, 5 B- och 2 juniorlandskamper. Han spelade i VM 1959 och 1962, med guldet 1962 som höjdpunkt i karriären.

## Meriter
- VM-guld: 1962[2]
- VM-silver: 1963[2]
- EM-guld: 1962
- EM-brons: 1959
- SM-guld: 1970 (med Brynäs IF)[2]
- Stor grabb nummer 56

## Klubbar
- Strömsbro IF 1957-1968 (Division 1)
- Brynäs IF 1968-1970 (Division 1)